# Girolamo Simoncelli (patriota)

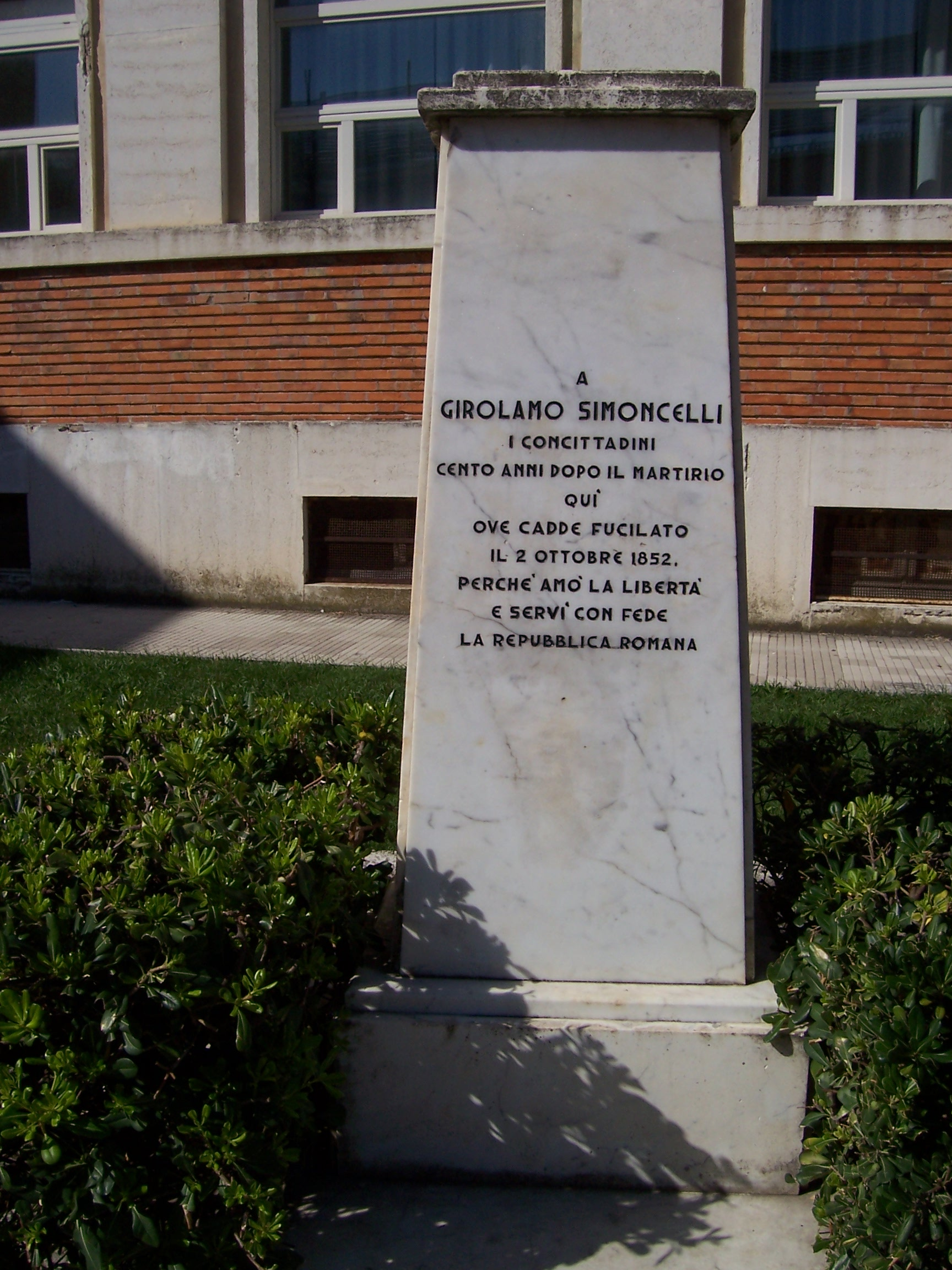
Monumento a Girolamo Simoncelli - Senigallia (AN) nei pressi della Rocca Roveresca

Girolamo Simoncelli (Senigallia, 16 febbraio 1817 – Senigallia, 2 ottobre 1852) è stato un patriota italiano.

## Biografia
Di professione commerciante, aderì ventenne agli ideali liberali e patriottici e già nel 1845 era conosciuto alla polizia pontificia come rivoluzionario; tra gli entusiasti dell'elezione di Pio IX, fu tenente della guardia civica nel 1848 e combatté a Vicenza, nel corso della prima guerra d’indipendenza, con il grado di capitano. Tornato a Senigallia, venne designato vice presidente del circolo popolare e rappresentò la città natale ai congressi dei circoli popolari a Forlì (13 dicembre 1848) e ad Ancona (7 gennaio 1849), dunque in quella fase agitata che si sviluppò tra la fuga del papa a Gaeta e l'avvento del regime repubblicano e democratico.
Interprete dei tempi nuovi, Simoncelli divenne un autentico leader sotto la Repubblica Romana: il 12 marzo 1849 fu eletto consigliere comunale e il 26 seguente venne nominato tenente colonnello e comandante della guardia nazionale locale, nomina che avvenne in seguito a consultazione democratica fra i militi e registrò la sconfitta di Gaspare Francesconi, detto Lasagna, autentico criminale e leader della corrente estremista e anarchicheggiante degli "ammazzarelli". Di fronte alla escalation di crimini e illegalità che funestava il senigalliese fin dai mesi precedenti l'avvento della Repubblica, Simoncelli operò con tempismo, onestà e spirito legalitario, cercando di contenere eccessi e vendette da parte dei facinorosi e adottando provvedimenti circostanziati: a tal fine, ordinò, il 9 maggio 1849, l'arresto cautelativo e il conseguente trasporto ad Ancona di cinque patrizi senigalliesi, tra cui due parenti di Pio IX e due fratelli di monsignor Gaetano Bedini (commissario straordinario a Bologna), per metterli al sicuro dalla furia del popolo, indignato per la cattura di un rappresentante repubblicano da parte degli austriaci, intervenuti militarmente (insieme a francesi, spagnoli e borbonici) per riportare il papa sul trono temporale.
Caduta la Repubblica il 4 luglio 1849 decise di non esulare convinto di avere la coscienza a posto e, nell'agosto seguente, si consegnò al giudice papalino Pietro Battelli, definito sinistro dagli stessi storici cattolici. Battelli montò contro Simoncelli un'istruttoria voluminosa, ma incerta, contraddittoria ed esclusivamente indiziaria, benché conforme all'antiquato ordinamento giuridico pontificio; l'incarto venne subito passato al tribunale della Sagra Consulta che, competente per i reati politici, non accolse le numerosissime testimonianze in favore del patriota (tra cui quelle di ex protagonisti della vicenda repubblicana, concittadini devoti al papa-re e di una stessa sorella del pontefice) e condannò quest'ultimo - una prima volta nel dicembre 1851 ed una seconda nel febbraio 1852 - alla pena di morte.
Rinchiuso per tre anni nella fortezza di Pesaro, ancora fiducioso nella giustizia del tempo e degli uomini, rifiutò di evadere secondo un piano allestito dal fratello Raffaele e dalla fidanzata Carlotta Sassetti; ma la grazia richiesta a Pio IX dalle sue stesse sorelle non arrivò, benché il pontefice avesse avuto 43 giorni di tempo per esaminare il fascicolo processuale ed avesse deciso di graziare altri due imputati.
Trasferito nella città natale alla vigilia dell'esecuzione, Simoncelli venne fucilato, il 2 ottobre 1852, insieme ad altri 23 individui da un plotone di svizzeri, mentre circa 500 austriaci presidiavano la città. Di tutti i protagonisti della Repubblica Romana a Senigallia Simoncelli fu l'unico a subire una sorte del genere e ciò determinò un acceso e mai spento risentimento nei confronti di Pio IX.
Il clamoroso processo e la bontà della sua azione patriottica ne fecero ben presto una sorta di "martire laico": i supplizi senigalliesi furono ricordati, tra l'altro, da Victor Hugo in un famoso appello agli italiani pubblicato nel 1856 prima in francese e poi in italiano (tradotto probabilmente da Giuseppe Mazzini) e la vicenda simoncelliana venne studiata dai maggiori storici nazionali finché nel 1912 il deputato repubblicano Augusto Bonopera pubblicò su di essa un articolato volume, frutto di una lunga ricerca negli archivi capitolini e marchigiani come pure di precise finalità politiche.
Tale volume e le commemorazioni pubbliche del 1912 e del 1952 hanno acuito le divisioni con l'anima cattolica della città e il lungo processo di beatificazione di Giovanni Maria Mastai Ferretti, culminato nell'anno giubilare 2000, ha ridato fiato alla storiografia cattolica che, basandosi sulle carte processuali, ha difeso la legittimità della condanna pontificia e avvalorato la presunta connivenza di Simoncelli con le attività illegali e settarie.
Più prudente si è rivelata certa storiografia locale che ha visto nello sfortunato patriota una vittima del proprio tempo. Una recentissima ricerca storica ha precisato la vicenda biografica e il ruolo svolto dalla memoria del personaggio nella cultura laica, democratica e repubblicana.

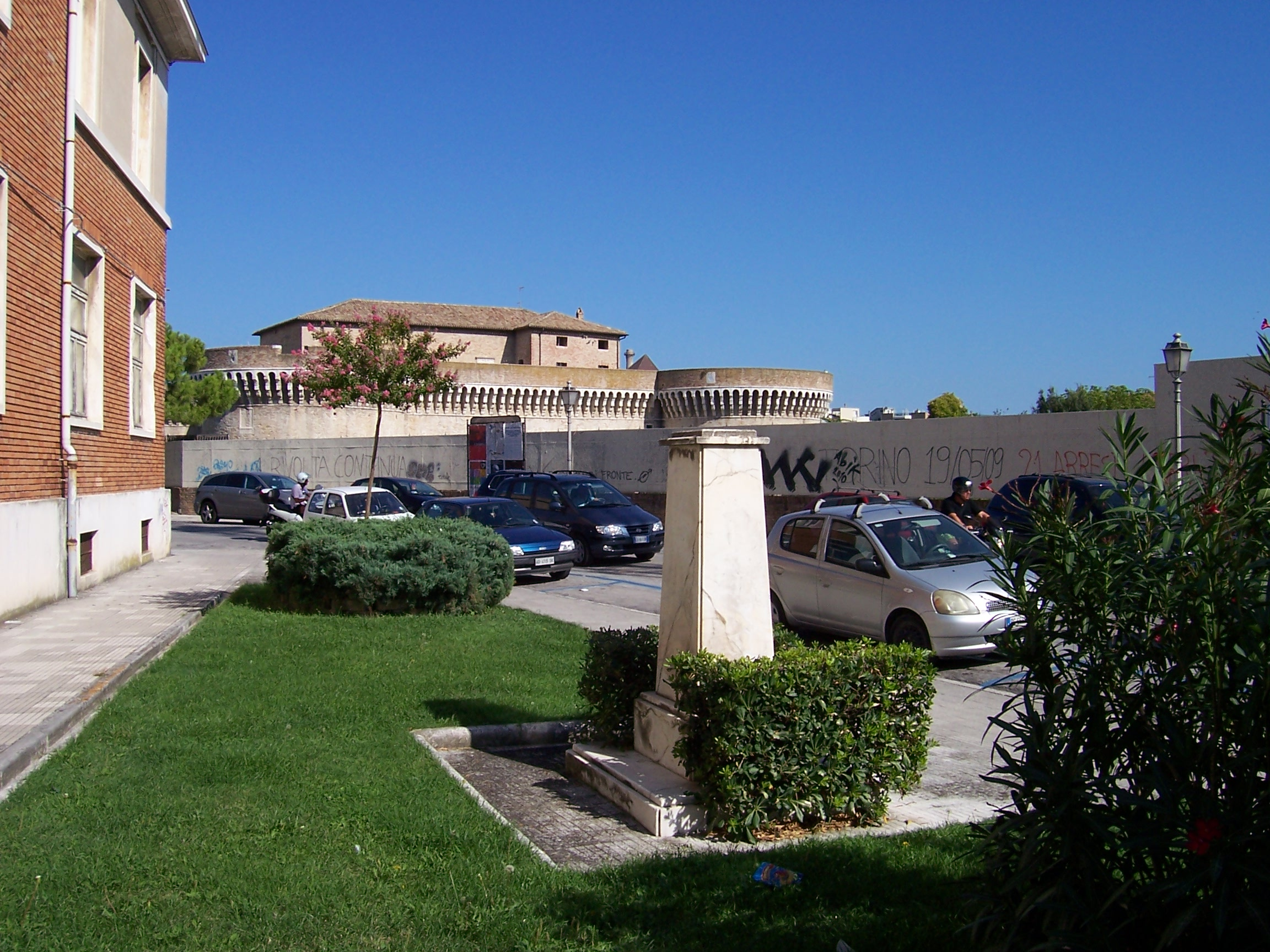
Monumento a Girolamo Simoncelli e sullo sfondo la Rocca Roveresca di Senigallia (AN).

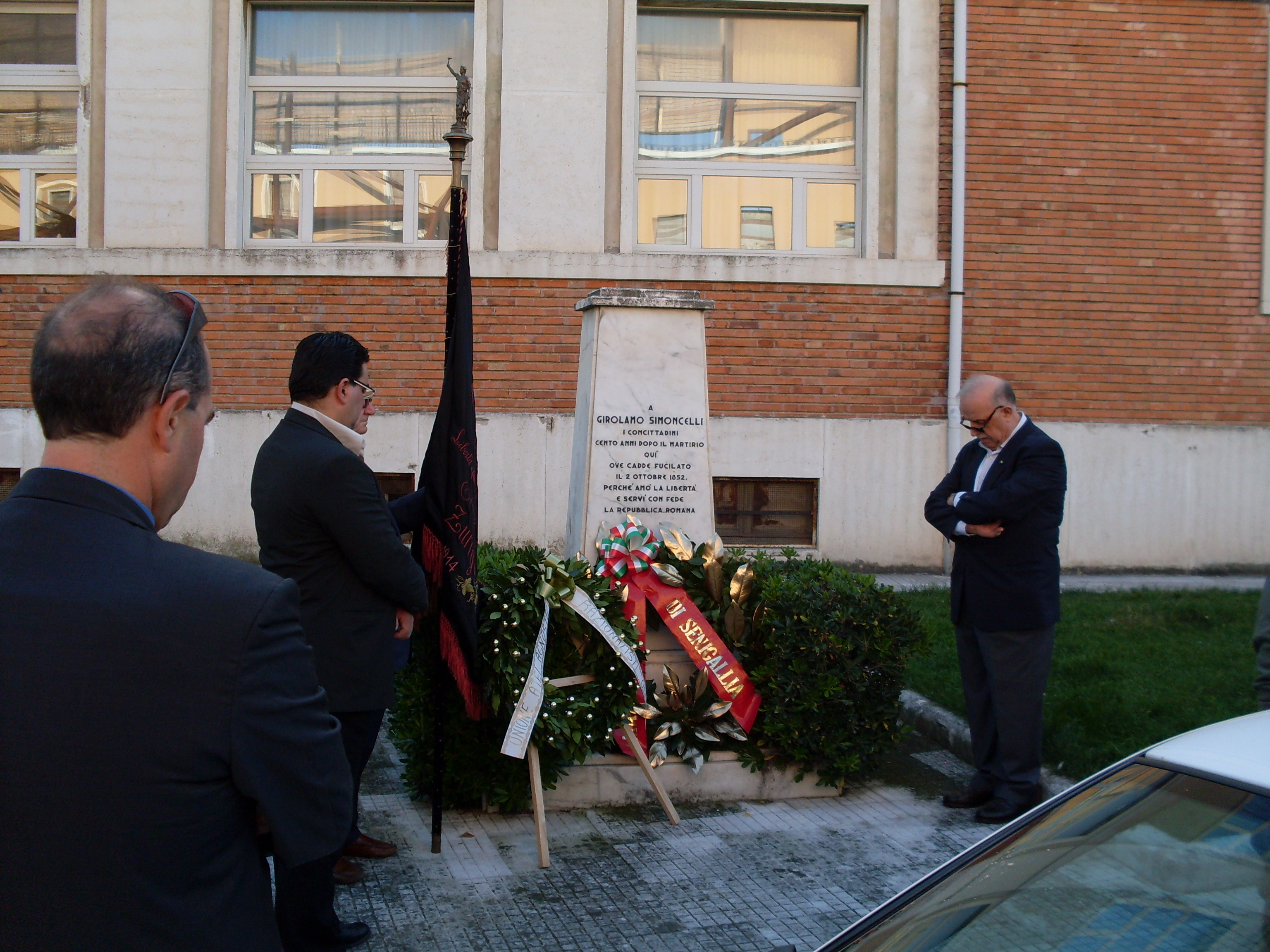
Monumento a Girolamo Simoncelli - Senigallia (AN) - Commemorazione 2010.